# Those Who Are About to Die Salute You
| Recensione | Giudizio |
| ---------- | -------- |
| AllMusic   |          |

Those Who Are About to Die Salute You - Morituri Te Salutant è il primo album della progressive rock/blues band inglese Colosseum, pubblicato nel 1969 dalla Fontana Records.

## Il disco
Those Who Are About to Die Salute You è l'album d'esordio dei Colosseum dopo la loro formazione avvenuta nel 1968. La sonorità rock/blues è affiancata in molti pezzi da influenze marcatamente jazzistiche e dallo swing, con accenni a quello che sarebbe stato l'hard rock degli anni settanta/ottanta.
Le composizioni musicali sono molto tecniche, piene di assoli e delle cosiddette suite, lunghi brani di elevata raffinatezza sonora.
Uscì anche un'edizione del disco abbinata all'album Valentyne Suite. Registrato nell'inverno 1968/1969, prodotto da Tony Reeves e Gerry Bron.
Nel 2004 è uscita una riedizione dell'album, comprendente 6 bonus-tracks, per la Sanctuary Midline (Sanctuary Records Group).

## Tracce
1. Walking in the Park - 3:51
2. Plenty Hard Luck - 4:23
3. Mandarin - 4:27
4. Debut - 6:20
5. Beware the Ides of March - 5:34
6. The Road She Walked Before - 2:39
7. Backwater Blues - 7:35
8. Those About to Die - 4:49

Bonus tracks (2004)
1. I Can't Live Without You - 4.13
2. A Whiter Spade Than Mayall - 4.39
3. Walking in the Park - 3.41
4. Beware the Ides of March - 4.08
5. Plenty Hard Luck - 2.40
6. Walking in the Park - 3.17

## Formazione
- James Litherland - voce, chitarra elettrica
- Tony Reeves - basso
- Jon Hiseman - batteria
- Dick Heckstall-Smith - sax soprano e tenore
- Dave Greenslade - organo, voce